# Ebenezer-Krankenhaus

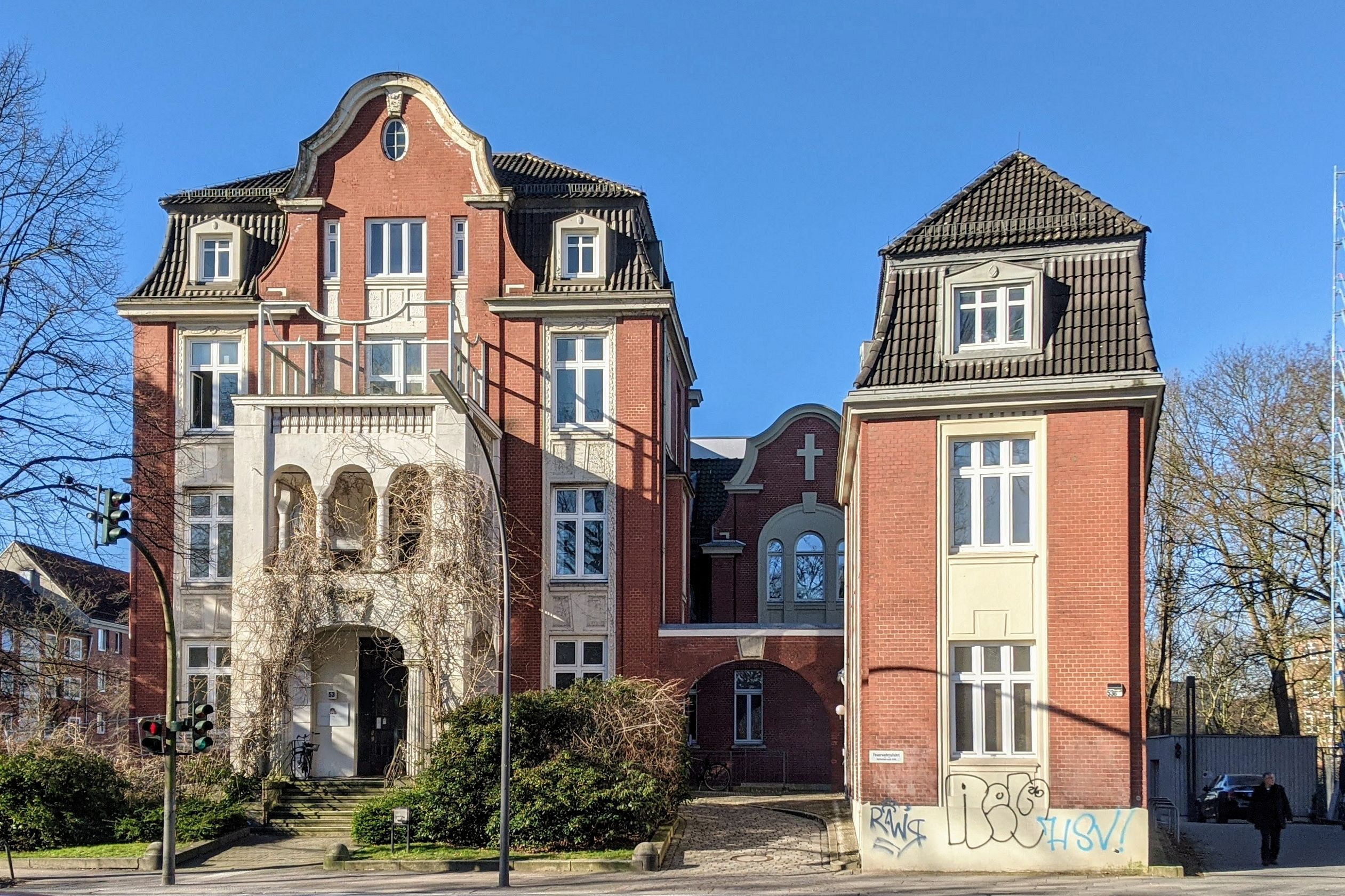
Ehemaliges Ebenezer-Krankenhaus, Ansicht von der Friedrichsberger Straße

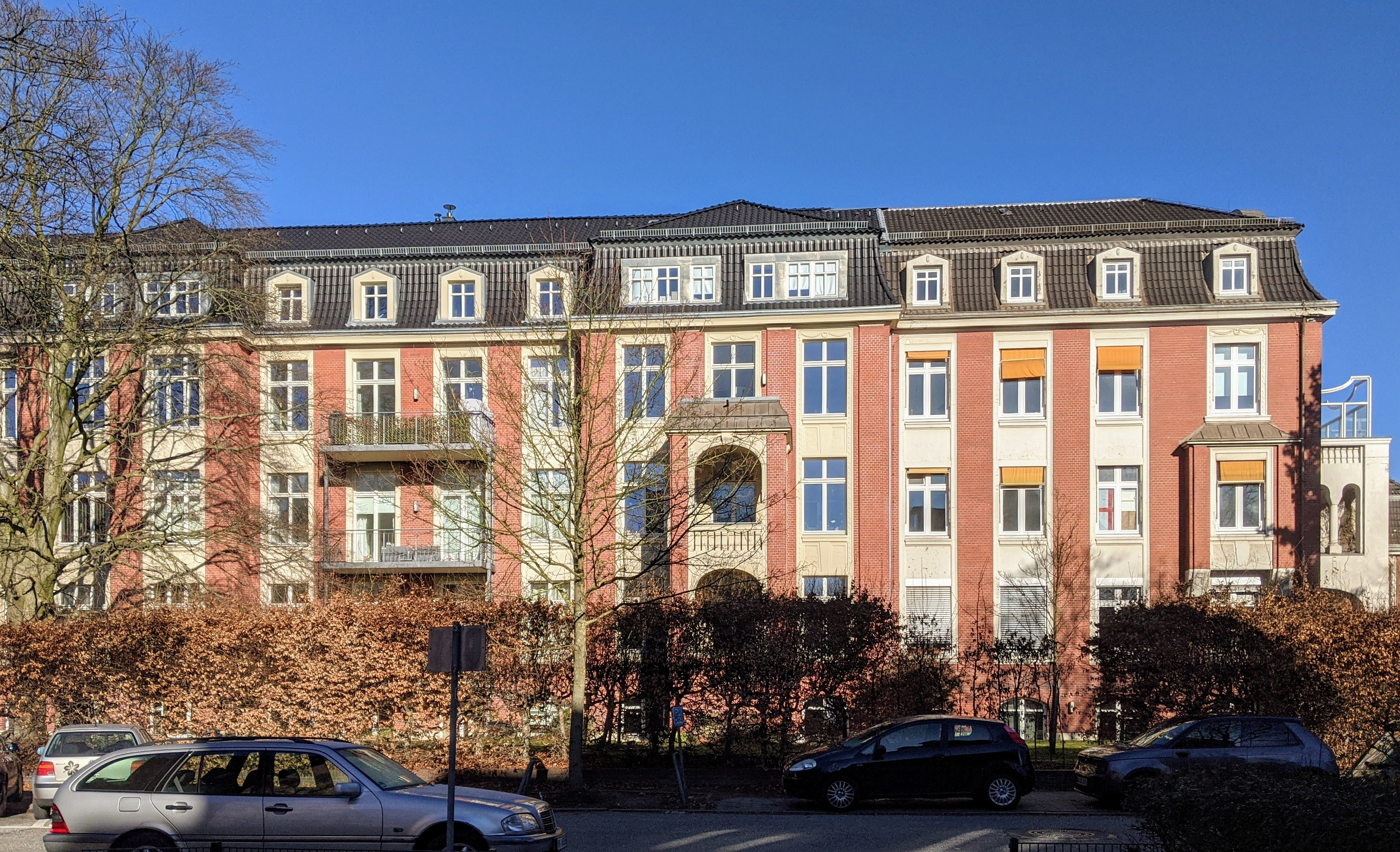
Ansicht vom Holsteinischen Kamp

Das Krankenhaus und Diakonissenheim Ebenezer war eine Frauenklinik in evangelischer Trägerschaft in Hamburg. Es bestand seit 1888 zunächst in der Ritterstraße in Eilbek und zog 1911 in einen größeren Neubau in Barmbek-Süd (Holsteinischer Kamp / Friedrichsberger Straße) um. Der heute unter Denkmalschutz stehende Gebäudekomplex besteht aus einem Haupthaus mit angebauter Kapelle und einem freistehenden Pförtner- und Ärztewohnhaus. Er war für damalige Verhältnisse modern ausgestattet mit Zentralheizung, fließend warmem und kaltem Wasser in allen Zimmern sowie einem Aufzug für den Transport von Krankenbetten.
Das Krankenhaus behandelte vorwiegend Frauen aus der Arbeiterschaft und war in den 1920er Jahren unter anderem für seine vergleichsweise hohe Zahl an Schwangerschaftsabbrüchen bekannt, was wiederholt zu Kontroversen in der Öffentlichkeit und mit der Gesundheitsverwaltung führte. In der NS-Zeit wurde es ebenso wie eine Reihe weiterer kirchlicher Einrichtungen mit „jüdisch“ klingenden Namen zwangsweise umbenannt und hieß ab 1. Januar 1941 „Albrecht-Krankenhaus“.
1945 wurde das Krankenhaus verstaatlicht und in das benachbarte Allgemeine Krankenhaus Eilbek eingegliedert. Dieses nutzte das ehemalige Ebenezer-Krankenhaus ab 1981 als Abteilung für psychische Erkrankungen. Nach der Privatisierung und dem 2006 erfolgten Verkauf des AKE an die Schön-Klinikgruppe wurde der Standort Ebenezer-Krankenhaus bis 2010 aufgegeben und einer neuen Nutzung zugeführt: Das 1971 neben dem Haupthaus erbaute Schwesternwohnheim wurde abgerissen und durch einen Neubau mit Eigentumswohnungen ersetzt. Auch das denkmalgeschützte Haupthaus wurde teilweise zu Eigentumswohnungen umgebaut, während ein kleinerer Teil des Komplexes (darunter das ehemalige Ärztehaus an der Friedrichsberger Straße) bis Juli 2023 über die Hamburger Kreativgesellschaft an Künstler und Firmen vermietet wurde. Seit September 2023 befindet sich dieser Teil ebenfalls im Umbau und wird derzeit saniert.